# Escargot des jardins
Pour les articles homonymes, voir Escargot (homonymie).
Cepaea hortensis
Espèce
Statut de conservation UICN

 LC  : Préoccupation mineure
L’escargot des jardins (Cepaea hortensis) est une espèce d'escargots de la famille des Helicidae, de la sous-famille des Helicinae et du genre Cepaea.

## Systématique
L'espèce Cepaea hortensis a été décrite par le zoologiste danois Otto Friedrich Müller en 1774.

### Synonymie
- Helix hortensis O.F. Müller, 1774
- Helix intermedia (Scholtz, 1844)

### Noms vernaculaires
- Escargot des jardins
- Demoiselle.

## Taxinomie
Liste des formes
- Cepaea hortensis arenicola
- Cepaea hortensis fagorum
- Cepaea hortensis fascialba
- Cepaea hortensis fuscolabiat
- Cepaea hortensis fuscolabris
- Cepaea hortensis olivacea

## Description

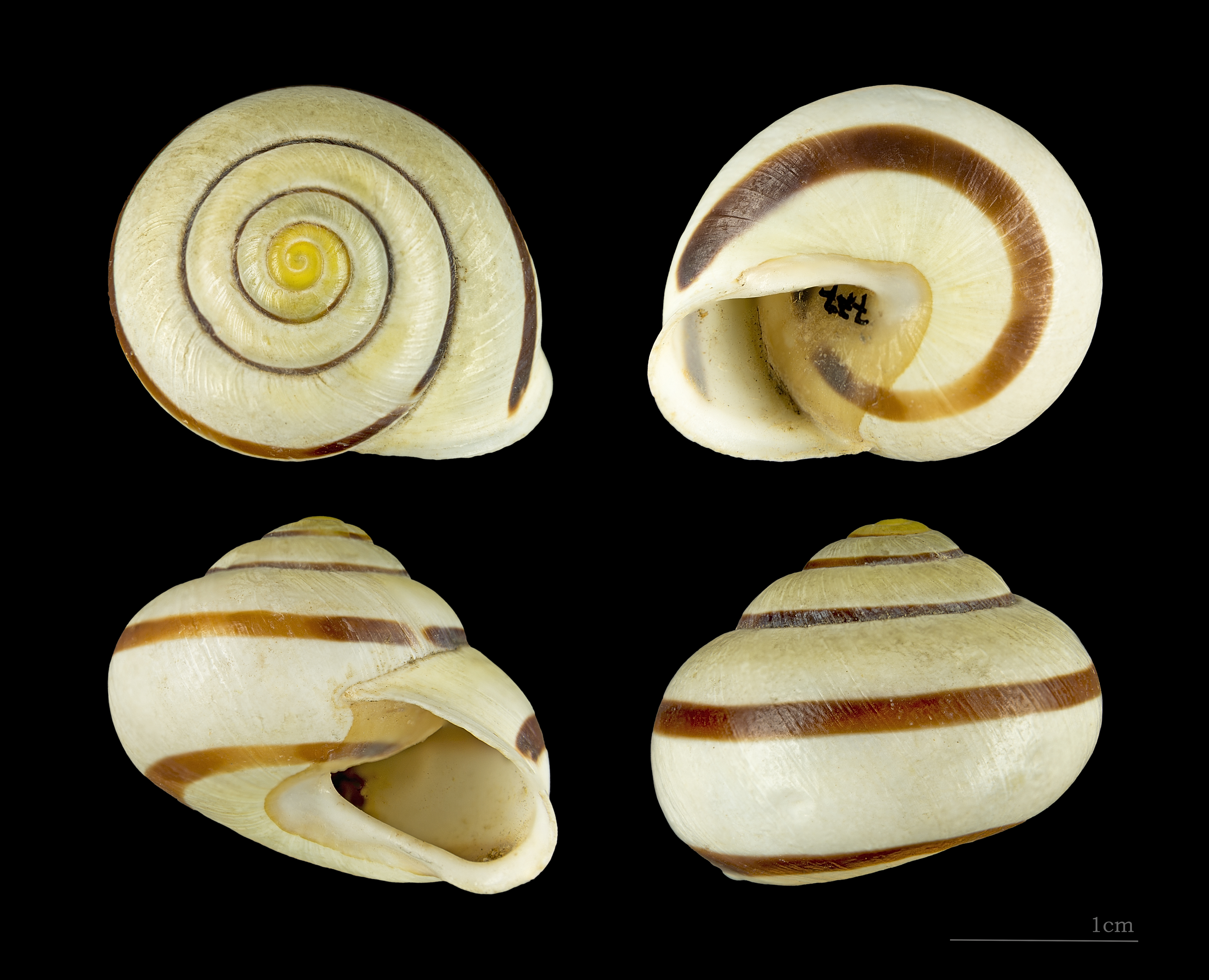
Cepaea hortensis - Muséum de Toulouse.

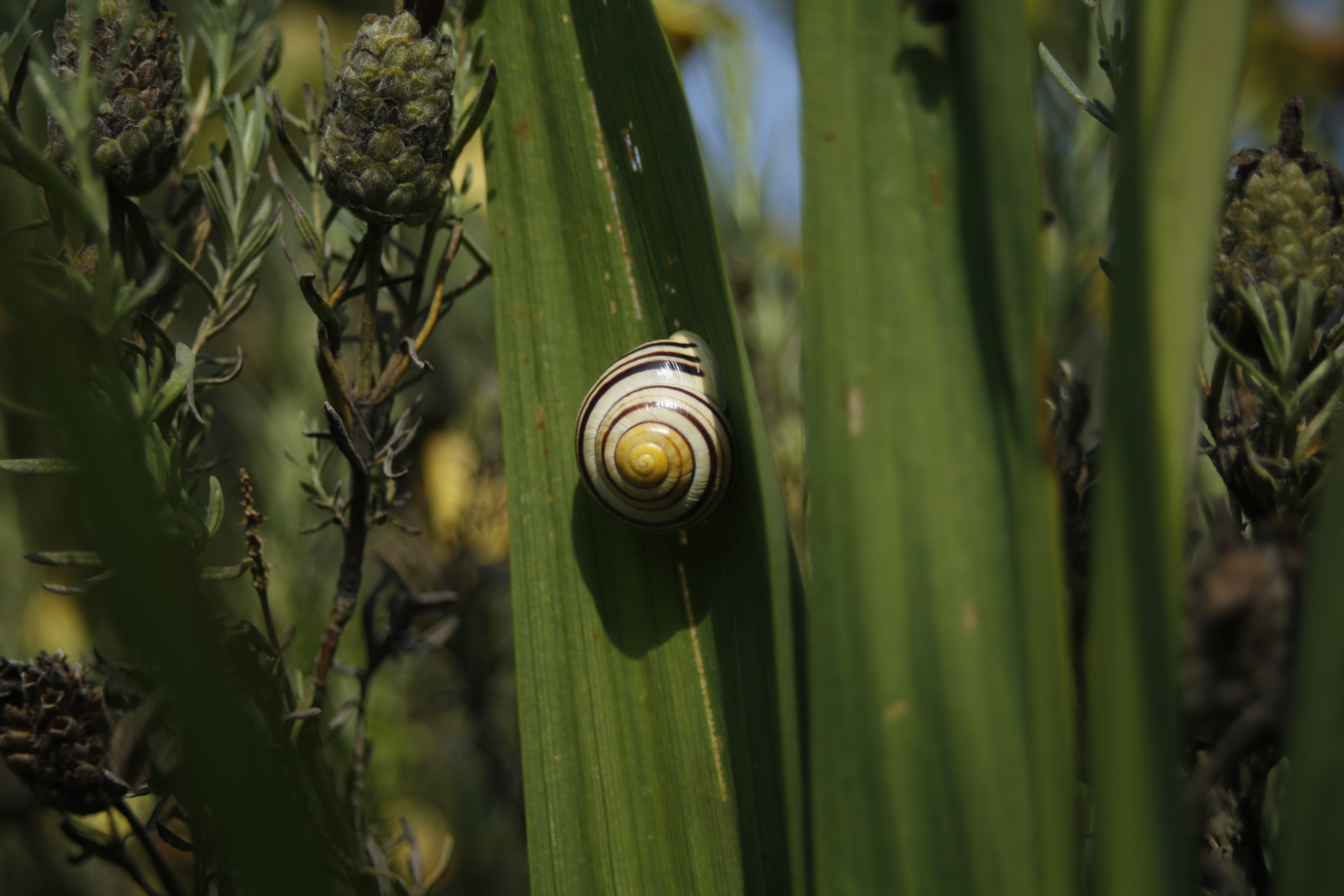
Escargot des jardins

Les dessins de la coquille de cet escargot sont extrêmement variables et l'animal peut être aisément confondu avec des espèces proches comme Cepaea nemoralis et C. sylvatica. Il se distingue de Cepaea nemoralis par la couleur du péristome (renflement sur le bord de la coquille), qui est de couleur claire, et la forme de leur dard d'amour. Fruticicola fruticum a un ombilic bien visible, alors que chez Cepaea hortensis, il est totalement obturé. Sa coquille, brillante et colorée, est constituée d'enroulements calcifiés dessinant jusqu'à cinq bandes spirales sombres, parfois absentes (spire à 5,5 tours).

## Origine et répartition
Originaire du centre et de l'ouest de l'Europe, répandu dans d'autres régions du monde telles que l'Amérique du Nord.
Son habitat est très varié, on le trouve dans les bois et les prairies, les haies et les dunes.

## Biologie
Il apprécie les feuilles d'arbres fruitiers tels que le pommier.
Il possède comme prédateur la grive musicienne, passereau capable de fracasser la coquille sur des objets durs appelés enclumes.
Les coquilles à rayures colorées seraient moins faciles à repérer par la Grive musicienne. En contrepartie, les individus à bandes sombres sont plus sensibles au rayonnement solaire que les individus clairs.